# Сертифікація Cisco
Сертифікації Cisco (англ. Cisco Career Certifications) — професійні сертифікації в області інформаційних технологій для роботи з продуктами Cisco Systems. Екзамени приймаються центром тестування Pearson VUE (раніше Cisco екзамени приймали Prometric, але з 1 серпня 2007 року вони більше не співпрацюють). Існує 5 рівнів сертифікації: Entry, Associate, Professional, Expert, Architect, а також окрема сертифікація спеціаліст. Найвищий ступінь — Architect (CCAr).

## Початкові Сертифікації (Entry Certification)

#### Cisco Certified Entry Network Technician (CCENT)
Перший рівень в системі сертифікацій Cisco — рівень entry і починається він з сертифікованого техніка Мереж Cisco (Cisco Certified Entry Networking Technician) — CCENT. Це — проміжний крок до Associate рівня — сертифікаціям CCNA і CCDA. Претенденти на статус CCENT повинні здати іспит 100—101 ICND1. CCENT покриває базові знання мереж і не вдається до більш складних технічних аспектів курсу навчання Cisco, перевіряючи основні навички підтримки малорівневої мережі. Кваліфіковані CCENT володіють знаннями і навичками, достатніми, щоб встановлювати, управляти, підтримувати і усувати помилки в малій мережі підприємства або її сегмента, включаючи мережеву безпеку.

## Сертифікації рівня Спеціаліст (Associate)

#### Cisco Certified Network Associate (CCNA) Routing and Switching
Найбільш поширений сертифікат з усієї лінійки сертифікації Cisco. Існує два способи отримання сертифікату — одним іспитом CCNA Routing and Switching (200—120) або двома (ICND1 100—101 і ICND2 200—101).
До вересня 2013 року приймалися попередні версії іспитів CCNA 640—802 або ICND1 640—822 і ICND2 640—816. Зміни іспитів пов'язані з оновленням списку тем, порушених у ньому. Додалися такі теми:
1. Налаштування маршрутизації для IPv6.
2. Налаштування багатозонного (multi-area) OSPF.
3. Додані теми, що стосуються безпеки і організації VPN.
4. Додана технологія EtherChannel.
5. Мається на увазі робота з операційною системою IOS 15-й версії.
6. Додалися теми з управління та моніторингом мережею.
7. Технології SNMP, Netflow, Syslog.

Сертифікат дійсний протягом трьох років; після закінчення цього часу володар сертифіката CCNA повинен або перездати CCNA або ICND іспит, або скласти іспит на один з професійних сертифікатів (Professional Level) (в тому числі CCNP) або рівня Фахівця (Specialist level certifications, крім sales specialist exams), або здати письмовий іспит CCIE.
Підготовка до іспиту CCNA може проводитися самостійно, або в одній з мережевих академій Cisco, розташованих в більш ніж 150 країнах світу в рамках традиційних навчальних закладів. Студенти мережевої академії Cisco можуть отримати ваучер, що дає право здачі екзамена. Критерії отримання ваучера і розмір наданої знижки можуть змінюватися з року в рік.
Програма мережевих академій Cisco поширюється тільки для студентів цих академій і тільки на англійській мові, самостійна підготовка до сертифікації можлива за допомогою офіційного керівництва — книг видавництва CiscoPress російською мовою. Сам іспит можна здавати зараз тільки англійською мовою, переклад нових версій іспиту на українську мову не проводиться. У разі здачі англійською, давалися додаткові 30 хвилин часу.
Для успішного складання іспиту необхідно отримати більш 825 балів з 1000 можливих, при цьому бали розподіляються з питань нерівномірно. Пропуск питань з метою повернутися до них пізніше на іспиті не допускається.

#### Cisco Certified Design Associate (CCDA)
Сертифікація CCDA показує початкові знання з проектування мереж Cisco. Всі хто має статус CCDA здатні проектувати комутуючу або маршрутизаційну мережу, що складається з LAN, WAN і різних сервісів. Хоча сертифікат CCNA не обов'язковий для отримання статусу CCDA (іспит 640—864 DESGN), Cisco рекомендує мати знання в рамках курсу CCNA.

##### Implementing Cisco IOS Network Security (CCNA Security)
CCNA Security Certification відповідає потребам IT фахівців, відповідальних за мережеву безпеку. Даний сертифікат підтверджує знання в рамках таких робочих ролей, як Спеціаліст з мережевої безпеки (Network Security Specialists), Адміністратор з безпеки (Security Administrators), і Інженер з підтримки безпеки (Network Security Support Engineers). Ця сертифікація перевіряє навички, що включають установку, усунення помилок і моніторинг системних пристроїв для підтримки цілісності, конфіденційності та доступності даних і пристроїв і виробляє компетентність в технологіях, використовуваних Cisco в структурах безпеки.
Студенти, які закінчили рекомендований Cisco тренінг, володіють знаннями в галузі базової безпеки, в рівній мірі як і вмінням розробляти політики безпеки і прораховувати загрози. IT організації, які наймають володарів сертифікату CCNA Security, отримують IT персонал, здатний розробляти безпеку інфраструктури, розпізнавати загрози і вразливості в мережах, і усувати загрози безпеки.
Актуальний номер іспиту на грудень 2015 — 210—260 IINS.

#### Introducing Cisco IOS Unified Communications (CCNA Voice)
Сертифікація CCNA Voice підтверджує, що ви володієте затребуваними навичками для роботи на посадах в галузі передачі голосу, таких як Адміністратор голосових технологій (voice technologies administrator), voice engineer, і voice manager. Сертифікація перевіряє навички в технологіях VoIP, таких як IP PBX, IP-телефонія, handset, контроль викликів і рішення в області голосової пошти. Кандидати також присвячені в архітектуру Cisco Unified Communications і дизайн, що поєднує мобільність, presence і TelePresence додатки.
Сертифікація CCNA Voice підтверджує наймачеві, що його персонал володіє сильним фундаментом в галузі технологій передачі голосу і концепції інфраструктури; здатність виконувати базову установку, настройку і підтримку продуктів Cisco VoIP, в тому числі Smart Business Communications System from 8-250 lines. CCNA Voice був доступний для здачі до 14 серпня 2015. Потім замінився сертифікацією CCNA Collaboration.

#### Implementing Cisco Unified Wireless Networking Essentials (CCNA Wireless)
CCNA Wireless (Сертифікований фахівець Cisco по бездротових мережах) Включає навички, критичні для професіоналів, які здійснюють підтримку бездротових мереж, в тому числі системних адміністраторів — associate, Фахівців з підтримки бездротових мереж і керуючих проектами WLAN.
Сертифікація CCNA Wireless перевіряє навички претендента в галузі конфігурації, тестування і підтримки бездротових локальних мереж, що використовують обладнання Cisco. Студенти, які закінчили рекомендований Cisco тренінг, навчені з використанням як теоретичної інформації, так і практичних робіт, для того щоб підготувати їх до налаштування, моніторингу і усунення неполадок в галузі базових рішень Cisco WLAN. Також, наймачі можуть перевірити, що їх персонал володіє навичками, потрібними для роботи з бездротовою мережею Cisco WLAN після отримання даної сертифікації.
Актуальний номер іспиту на квітень 2018 року — 200—355 WIFUND.

## Професійні Сертифікації (Professional)

#### Cisco Certified Network Professional (CCNP)
Сертифікація CCNP підтверджує професіоналізм володаря і здатність працювати з мережею середніх розмірів (100—500 хостів) з використанням таких технологій, як QoS, Broadband, VPN, а також підтримувати її безпеку. Для отримання сертифікату CCNP здобувач повинен володіти сертифікатом CCNA і здати 3 іспити (даний трек діє з літа 2010р).

#### Cisco Certified Design Professional (CCDP)
Сертифікація CCDP — професійна сертифікація в галузі дизайну комп'ютерних мереж Cisco Systems. Кандидати перевіряються на знання обладнання Cisco і побудови на його базі мереж. Для отримання сертифіката потрібен сертифікат CCDA. Для сертифікацій CCNP and CCDP два іспити (642—902 ROUTE і 642—813 SWITCH) однакові, так що володар статусу CCNP може отримати сертифікат CCDP шляхом здачі всього одного іспиту 642—873 ARCH.

## Сертифікований експерт Cisco (CCIE, CCDE)
Cisco Certified Internetwork Expert — до січня 2010 року найвищий рівень сертифіката. Існує 6 програм для CCIE (Routing and Switching, Service Provider, Security, Wireless, Storage, Voice, а також в березні 2012 року додана DataCenter). На 5 березня 2010 року під усьому світі статусом CCIE мало 20881 чоловік.
Історія CCIE почалася в 1993, в оригіналі — з 2-ух денний лабораторної роботою, пізніше скоротилася до одного дня, як нині. Менше 3 % всіх Cisco Certified добираються до вершини CCIE. Отримання сертифіката вимагає великих грошових витрат (близько 1400 $ за участь в іспиті плюс витрати на проживання та дорогу) і приблизно півтора року підготовки. Багато готуються до лабораторної роботи вдома, тренуючись на старому обладнанні Cisco і перепродуючи його іншим після здачі іспиту. Інші орендують обладнання віддалено і готуються через інтернет. Симулятором потрібного ефекту домогтися важко, хоча розробки емуляторів апаратної бази маршрутизаторів серії 2600, 3600 3700, 7200 ефективно допомагають у навчанні.
Cisco позиціонує CCIE як найбільш авторитетну сертифікацію в області IT (most respected IT certification), і з 2002 до 2005 вона була оголошена такою за результатами голосування журналу CertCities. Також, вона була визнана найбільш технічно складної і об'ємної сертифікацією (CertMag).

#### CCIE Routing & Switching
Маршрутизація і комутація на сьогоднішній день є найпопулярнішою програмою зі всіх зареєстрованих користувачів.
5 травня 2009 року Cisco оголосила про нову версію (v 4.0) програми сертифікації, яка стала доступна до здачі 19 жовтня того ж року.

## Сертифікований фахівець Cisco по архітектурі систем (Cisco Certified Architect, CCAr)
Cisco додала новий найвищий рівень сертифікації.
Програма покликана підтверджувати рівень експертизи, що дозволяє підтримувати мережі глобальних організацій, які постійно ускладнюються, а також ефективно висловлювати бізнес-стратегії у вимогах до інфраструктури.

#### Вимоги до кандидата
Необхідна наявність чинного сертифіката Cisco Certified Design Expert (CCDE).